# Jennifer Laura Thompson
Jennifer Laura Thompson (Southfield, 5 dicembre 1969) è un'attrice e soprano statunitense, nota soprattutto come interprete di musical.
Nel 1996 recita nel tour statunitense di Carousel e nel 1999 debutta a Broadway con Footloose. Nel 2001 interpreta Urinetown e riceve una candidatura al Tony Award alla miglior attrice protagonista in un musical; nel 2003 torna brevemente nella produzione di Urinetown. Nel 2004 sostituisce Kristin Chenoweth nel ruolo di Glinda in Wicked e resta nello show fino al maggio 2005, quando viene rimpiazzata da Megan Hilty. Nel 2011 interpreta Jenny nel musical Company con Neil Patrick Harris e Patti LuPone, mentre nel 2016 torna a Broadway con Dear Evan Hansen.

## Filmografia

### Televisione
- Law & Order - Unità vittime speciali (Law & Order: Special Victims Unit) – serie TV, episodio 3x17 (2002)
- Person of Interest – serie TV, episodio 1x09 (2011)
- Elementary - serie TV, episodio 2x15 (2013)
- The Mysteries of Laura – serie TV, episodio 2x13 (2016)

## Doppiatrici italiane
Nelle versioni in italiano delle opere in cui ha recitato, Jennifer Laura Thompson è stata doppiata da:
- Laura Latini in Law & Order - Unità vittime speciali
- Michela Alborghetti in Person of Interest